# Nguriatukei Rael Kiyara

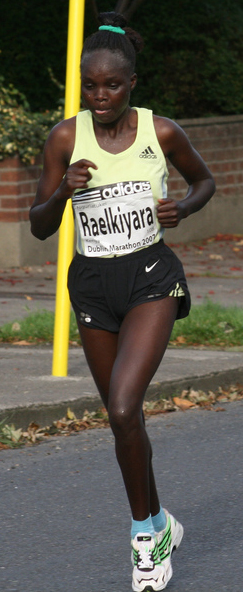
Kiyara beim Dublin-Marathon (2007)

Nguriatukei Rael Kiyara (* 4. April 1984) ist eine kenianische Marathonläuferin.
Kiyara wurde 2007 Dritte beim Dublin-Marathon, gewann 2008 den Madrid-Marathon und wurde Zweite beim Reims-Marathon. 2009 stellte sie beim Graz-Marathon mit 2:33:04 h einen Streckenrekord auf. Weitere Streckenrekorde gelangen ihr bei der Maratona di Sant’Antonio 2010 (2:30:18) und beim Luxemburg-Marathon 2011 (2:34:30).
Ihre Bestzeit von 2:25:23 h stellte sie als Vierte beim Eindhoven-Marathon 2011 auf.
Ende April 2012 kam sie beim Hamburg-Marathon in 2:23:47 h als Erste ins Ziel. Im Juli desselben Jahres gab Moni Wekesa, Vorsitzender der Anti-Doping-Agentur von Kenia (KADA), bekannt, dass Kiyara positiv auf ein Norandrosteron, ein Abbauprodukt des anabolen Steroids Nandrolon, getestet worden sei. Sie verzichtete auf eine Öffnung der B-Probe und wurde für zwei Jahre bis zum 18. Juli 2014 gesperrt.
Am 8. November 2015 gewann sie den Shanghai-Marathon in 2:26:23 h.